# Fredsdue
Fredsduen er et kristent symbol på budskabet om fred.
Symbolet stammer oprindelig fra fortællingen om den due, Noa udsendte fra arken, og som vendte tilbage med et olivenblad i næbbet. Dette var beviset for, at duen havde været på land, og at syndfloden snart var til ende.
| Kristendom | Spire Denne artikel om kristendom er en spire som bør udbygges. Du er velkommen til at hjælpe Wikipedia ved at udvide den. |